# Octave Soudan
Octaaf (Octavius, ook vaak Octave) Soudan (Oudenaarde, 4 oktober 1872 – Sint-Denijs-Westrem, 19 maart 1947) was een Vlaamse schilder en tekenaar, en behoorde tot de (2de) Latemse School.

## Biografie
Soudan kende een moeilijke jeugd en moest reeds vroeg gaan werken. Hij werd naar de ‘Kulderschool’ gezonden, waar hij bevriend werd Jules De Bruycker. Kwam in dienst bij een gevel- en decoratieschilder, maar bekwaamde zich als kunstschilder aan de Koninklijke Academie voor Schone Kunsten te Gent. Hij kreeg er les van o.m. Jules Evarist Van Biesbroeck en Théodore Canneel samen met (later bekende namen) zoals Clemens De Porre, Domien Ingels. Hij behoorde tot de groep van jonge kunstenaars die in het Gentse Groot Begijnhof Sint-Elisabeth woonde. Met Domien Ingels deelde hij er een atelier. Hij was bevriend met G.Montobio, Albert Servaes en Gustaaf Van Loon.
Net zoals vele andere vrienden die uitzwierven naar de omliggende gemeenten op zoek naar natuurpracht, ging hij zich vestigen in St.Denijs-Westrem en eventjes later in Sint-Martens-Leerne waar hij vooral de dreven en de Leiemeersen schilderde. Hij verhuisde in 1934 naar Sint-Martens-Latem, en ten slotte opnieuw naar Sint-Denijs-Westrem, waar hij overleed in 1947. Zijn graf aldaar is beschermd. De ‘Octaaf Soudanstraat’ in Sint-Denijs-Westrem werd naar hem werd genoemd, en is een beschermd dorpsgezicht. 

## Werk
In alle opzichten behoorde hij tot de tweede groep van de Latemse School zowel op vlak van techniek (luminisme en postimpressionistisch) als thematiek (het landschap, de Leie, de dreven).Zeer zelden figuratieve onderwerpen. Hij wordt beschreven als een plein-airist die midden in de natuur schilderde.
Belangrijkste elementen van zijn schilderwerken: het licht, het kleurenpalet van de natuur, de impressie van het moment, de grootheid van de natuur (al dan niet in beweging).
Bekend zijn zijn talrijke bos- en dreefgezichten (Ooidonk, Herzele) vaak overgoten met een zomers zonlicht, of sprankelend van de herfstkleuren. Zijn Leiegezichten tonen zeer brede landschappen, met een lage horizont wat de diepte en de verte in het tafereel nog beklemtoont. Bijzonder aantrekkelijk zijn de talrijke sneeuwlandschappen die een broze, kristallijne puurheid uitstralen, en die sterk doen denken aan de stilte van de winterlandschappen van Evarist De Buck.
O.Soudan besteedde ook veel aandacht aan de barokke taferelen van de steeds wisselende wolkenformaties. Soms heeft men de indruk dat eerder de lucht dan het landschap zijn geliefkoosd thema was.
Hij weet vaak ook te verrassen door het aanbrengen van piepkleine details, die enkel met vergrootglas waar te nemen zijn ( zoals een werkende boer onder een immens firmament van onweerswolken). Als geen ander weet hij de impressie van het moment te vatten. In zijn herfsttaferelen hoort men als het ware het ritselen van de vallende bladeren en ruikt men de herfst. Zijn zomertaferelen stralen bijna letterlijk warmte uit. In vele Leielandschappen komt de wind uit het doek gewaaid, en een boeket rozen ruikt men.
Soudan zou een uitbundig, levenslustig man geweest zijn en een harde werker,  maar hij sloot zich weinig aan bij andere kunstenaars of kunstkringen en zocht weinig publiciteit. Zijn stijl is vnl. postimpressionistisch. Zijn techniek varieert tussen soms brede, brute borsteltechniek  maar anderzijds zijn zijn sneeuwlandschappen fijn en minutieus gepenseeld en geven een indruk van broosheid. Hij maakte gebruik van de impressionistische kleurtechnieken ( zoals de paarse of rode schaduwpartijen, de gelaagdheid van de verven), maar veelal blijft hij klassiek in zijn natuurweergave ( met referenties aan Franz Courtens). Een stijl die volgens P.Boyens blijft steken tussen een kruimig realisme en luchtig impressionisme.

## Erkenning
Soudan kan beschouwd worden als een Leie-landschapschilder van de Latemse school, ook al kreeg hij zelden deze erkenning. Daar zijn verschillende redenen toe. Eerst en vooral leefde hij teruggetrokken in Leerne en later in Latem. Er zijn weinig aanduidingen dat hij zich integreerde in de kring rond de gebroeders De Smet. Hij behoorde evenmin tot het kransje van Latemse kunstschilders die verdergingen in hun artistieke ambities en nieuwe artistieke wegen durfden te bewandelen ( zoals expressionisme van Gust De Smet en Albert Servaes, het symbolisme/surrealisme van Frits Van den Berghe) en aldusdanig werden opgemerkt en verheerlijkt door de toenmalige intelligentsia.O.Soudan bleef eerder op de achtergrond naarstig en ambachtelijk verder werken in zijn ietwat stereotype stijl. Dusdanig was hij een minder gevraagde artiest voor grote exposities, en dus minder beschreven.
Hij nam deel aan een beperkt aantal tentoonstellingen ( o.m. te Antwerpen en een groepstentoonstelling ingericht door de Cercle Artistique et Littéraire van Gent in 1923 en 1926). In 1933 nam hij deel aan het 45ste Salon te Gent, in 1937 aan het 46ste Salon te Gent en in 1946 het 47ste Salon. In 1947 kreeg hij een overzichtstentoonstelling, in 1975 een retrospectieve en in 2023 een retrospectieve "Hommage aan Octaaf Soudan" in St Denijs Westrem.